# Sindang (Lebakwangi)
Sindang is een bestuurslaag in het regentschap Kuningan van de provincie West-Java, Indonesië. Sindang telt 3070 inwoners (volkstelling 2010).